# Bitan Aharon
 (juillet 2024).
La mise en forme du texte ne suit pas les recommandations de Wikipédia : il faut le « wikifier ».
Les points d'amélioration suivants sont les cas les plus fréquents. Le détail des points à revoir est peut-être précisé sur la page de discussion.
- Les titres sont pré-formatés par le logiciel. Ils ne sont ni en capitales, ni en gras.
- Le texte ne doit pas être écrit en capitales (les noms de famille non plus), ni en gras, ni en italique, ni en « petit »…
- Le gras n'est utilisé que pour surligner le titre de l'article dans l'introduction, une seule fois.
- L'italique est rarement utilisé : mots en langue étrangère, titres d'œuvres, noms de bateaux, etc.
- Les citations ne sont pas en italique mais en corps de texte normal. Elles sont entourées par des guillemets français : « et ».
- Les listes à puces sont à éviter, des paragraphes rédigés étant largement préférés. Les tableaux sont à réserver à la présentation de données structurées (résultats, etc.).
- Les appels de note de bas de page (petits chiffres en exposant, introduits par l'outil «  Source ») sont à placer entre la fin de phrase et le point final[comme ça].
- Les liens internes (vers d'autres articles de Wikipédia) sont à choisir avec parcimonie. Créez des liens vers des articles approfondissant le sujet. Les termes génériques sans rapport avec le sujet sont à éviter, ainsi que les répétitions de liens vers un même terme.
- Les liens externes sont à placer uniquement dans une section « Liens externes », à la fin de l'article. Ces liens sont à choisir avec parcimonie suivant les règles définies. Si un lien sert de source à l'article, son insertion dans le texte est à faire par les notes de bas de page.
- La présentation des références doit suivre les conventions bibliographiques. Il est recommandé d'utiliser les modèles {{Ouvrage}}, {{Chapitre}}, {{Article}}, {{Lien web}} et/ou {{Bibliographie}}. Le mode d'édition visuel peut mettre en forme automatiquement les références.
- Insérer une infobox (cadre d'informations à droite) n'est pas obligatoire pour parachever la mise en page.

Pour une aide détaillée, merci de consulter Aide:Wikification.
Si vous pensez que ces points ont été résolus, vous pouvez retirer ce bandeau et améliorer la mise en forme d'un autre article.
Pour les articles homonymes, voir Bitan.
Bitan Aharon (hébreu : בִּיתַן אַהֲרֹן) est un moshav du centre d'Israël. Situé dans la plaine du Sharon, entre Hadera et Netanya, il relève de la compétence du Conseil régional de la vallée de Hefer. En 2022 elle comptait 167 habitants.

## Histoire
Cette communauté coopérative est fondée en 1936. Au cours de ses premières années, les membres de Bitan Aharon embauchaient des ouvriers pour planter des orangeraies tandis que ses membres vivaient dans les villes avoisinantes. Une décennie plus tard, le village s'était développé avec l'arrivée de nouveaux colons. En 1947, elle comptait 100 habitants. 
Le village doit son nom à Aharon (Archibald Jacob, "Archie") Freiman, dirigeant de l'Organisation sioniste mondiale au Canada et conseiller de Yehoshua Hankin. Les deux hommes ont joué un rôle déterminant dans la collecte de fonds nécessaires à l’achat d’Emek Hefer (la vallée de Hefer) dans les années 1920 et à sa mise à disposition pour les colonies juives.

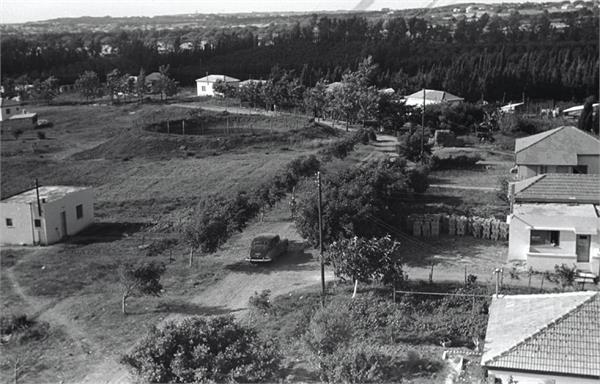
Bitan Aharon, 1947

## Réserve naturelle de Bitan Aharon
Une réserve naturelle de 46 dounams a été déclarée en 1968, juste à l'est du moshav. Elle couvre une partie de la deuxième crête de Kurkar qui s'étend sur un axe nord-sud dans cette partie de la plaine côtière israélienne, et comprend donc un certain nombre d'anciennes tombes creusées dans la roche et de grottes funéraires, notamment d'époque byzantine. 
La flore comprend Ziziphus spina-christi et Pancratium parviflorum.

## Résidents notables
- Hen Lippin (né en 1965), basketteur
- Vadim Rabinovich (né en 1953), ancien député ukrainien